# 크리스티안 귄터
크리스티안 귄터(독일어: Christian Günter, 1993년 2월 28일 ~ )는 독일의 축구 선수로, 현재 SC 프라이부르크와 독일 축구 국가대표팀에서 레프트 백으로 활약하고 있다.